# NGC 7276
NGC 7276 est une galaxie elliptique située dans la constellation du Lézard. Sa vitesse par rapport au fond diffus cosmologique est de 5 662 ± 32 km/s, ce qui correspond à une distance de Hubble de 83,5 ± 5,9 Mpc (∼272 millions d'al). NGC 7276 a été découverte par l'astronome français Édouard Stephan en 1876.
La distance de Hubble de NGC 7274 est égale à 83,02 ± 5,88 Mpc (∼271 millions d'al), presque la même que celle de NGC 7276. Ces deux galaxies forment sûrement une paire réelle de galaxies. D'ailleurs, la base de données NASA/IPAC mentionne dans la section classification que ces deux galaxies font partie du triplet WBL 681 mentionné dans une publication parue en 1999.

## Supernova
La supernova SN 2013hq a été découverte dans NGC NGC 7276 le 13 décembre 2013 à Yamagata au Japon par l'astronome japonais Koichi Itagaki. Cette supernova était de type Ia et sa magnitude au moment de sa découverte était de 17,1.